# Гай Лукций Телезин
Гай Лу́кций Телези́н (лат. Gaius Luccius/Luscius Telesinus; умер после 66 года, Римская империя) — древнеримский политический деятель и сенатор второй половины I века.

## Биография
О Телезине известно только лишь то, что в 66 году он занимал должность ординарного консула совместно с Гаем Светонием Паулином.